# Flow Snowboarding
Die Firma Flow Snowboarding ist Hersteller von Snowboardbindungen, Snowboardschuhen, Snowboards und Accessoires. Bekannt wurde Flow als Erfinder eines innovativen Konzepts für Bindungen, das die Kategorie der sogenannten Speed-Entry-Bindung begründete.

## Firmengeschichte
Im Jahre 1992 taten sich der Segler Neil Pryde und Reinhardt Hansen zusammen, um eine Bindung zu entwickeln, die bequemer anzuschnallen sein sollte als die verbreiteten Ratschenbindungen, dafür engagierten sie den Produktdesigner Werner Jettmar. Außerdem sollte sie eine bessere Kraftübertragung bieten und das Gefühl vermitteln, „barfüßig“ zu fahren.
Die erste Flow-Bindung wurde 1995 auf der ISPO (Internationale Fachmesse für Sportartikel und Sportmode) in München präsentiert. Das Interesse am neuen System war groß und 1996 war die erste Bindungs- und Bootkollektion im Handel erhältlich.
Nach und nach erweiterte das Unternehmen seine Produktpalette und stellt mittlerweile auch seit 2002 Snowboards her. Auch mit den Snowboards ist Flow am Markt erfolgreich und hat für seine Boardentwicklung schon zahlreiche GoodWood Awards und Future Snowboarding Awards gewonnen. Zudem war Flow die erste Firma die mit Titanal in Freestyle/Freeride-Boards arbeitete. Hier wurde vor zwei Jahren die so genannte WhiskeyX Konstruktion zum Patent angemeldet.
Anzumerken ist, dass es keine eigenständige Firma "Flow - Snowboarding" gibt, sondern der Markenname "Flow" eine Marke der Pryde Group ist. Die Pryde Group, gegründet vom Segler Neil Pryde, ist Hersteller und Besitzer der Marken Flow Snowboarding, Icetools, Cabrinha Kiteboarding, JP Australia Surfboards und Neil Pryde Segel/Neopren. Zudem besitzt die Pryde Group, deren Hauptsitz in Hong Kong ist, auch verschiedene Niederlassungen weltweit, die die Produkte vertreiben.
2002 verlagerte das Unternehmen seinen Sitz von Österreich nach San Francisco, um auf dem amerikanischen Markt einen ähnlichen Erfolg wie in Europa erzielen zu können. 2005 wurde das Head Quarter nach San Clemente in Kalifornien verlegt. Die deutsche Niederlassung der Pryde Group befindet sich in Taufkirchen bei München.
2017 wird Flow Snowboarding von der Schweizer Firma Nidecker übernommen.

## Sponsoring
Die Marke Flow ist derzeit Sponsor eines eigenen Snowboard-Teams, welches unter anderem zur Weiterentwicklung der Produkte beiträgt.
Mit Antti Autti hat Flow einen der besten Snowboarder weltweit im Team, dem es als erster Europäer gelang die X-Games in den USA in der Superpipe zu gewinnen. Alle Flow Teamrider sind auf Flow Boots, Boards und Bindungen unterwegs.

## Sortiment
Flow begründete die Kategorie der "Speed-Entry-Bindungen", die neben Standard 2-Schnallen Bindungen, die zweite Kategorie am Softbindungsmarkt ist. Die Kategorie der "Speed-Entry-Bindungen" gewinnt immer mehr an Bedeutung, was man an der wachsenden Zahl ähnlicher Produkte sieht.
Nach eigenen Angaben ist Flow der weltweit zweitgrößte Hersteller von Snowboard-Bindungen. Neben den bekannten Bindungen stellt Flow auch Snowboards, Schuhe und Zubehör her.

## Bindungssystem

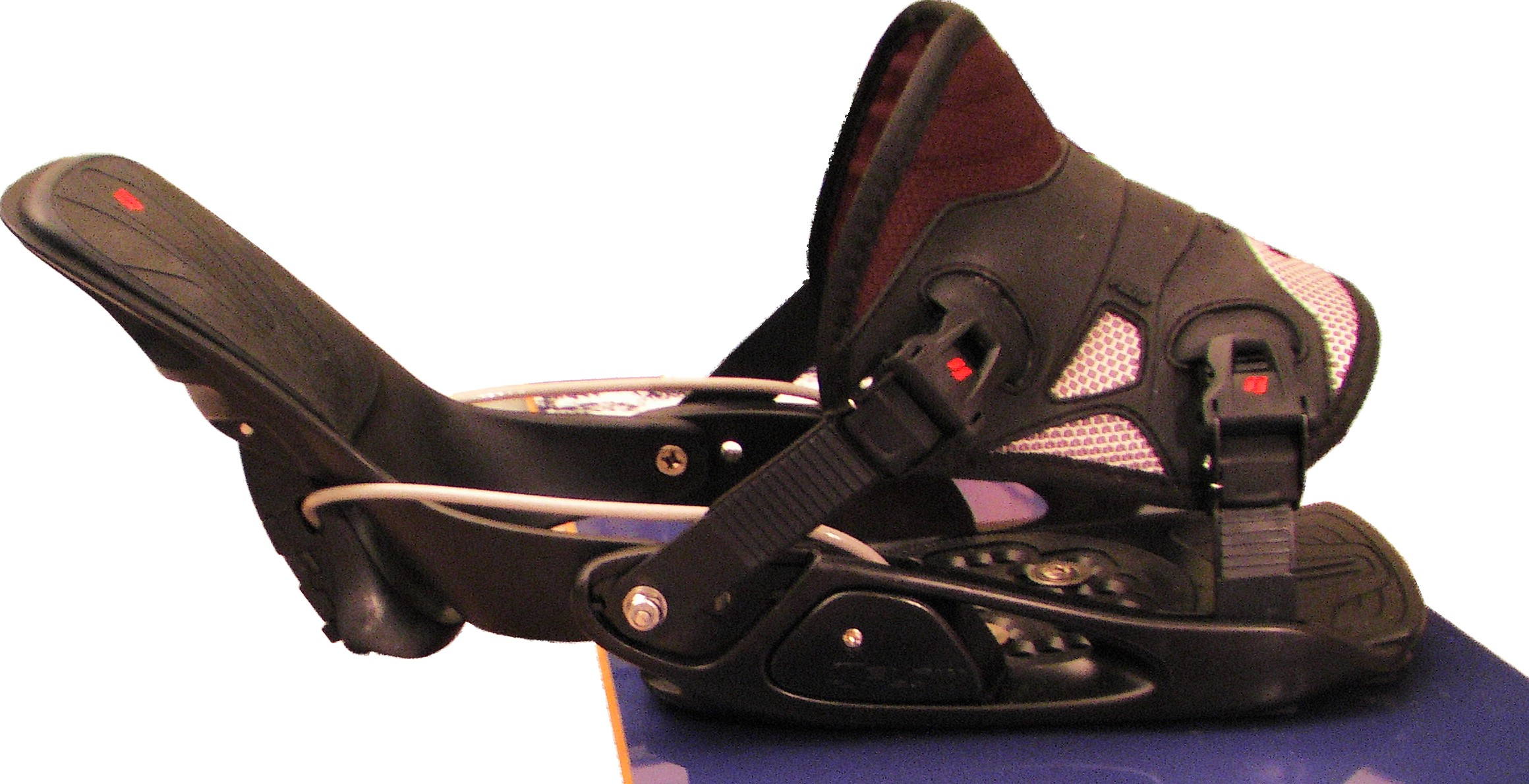
Flow Bindung mit heruntergeklapptem Highback

Flow-Bindungen verfügen über eine feste Fußschlaufe (Powerstrap) und einen klappbaren Schaft (Highback), das sogenannte Reclining Hiback. Der Einstieg erfolgt von hinten und durch das Hochklappen des Highbacks. Feineinstellungen am Powerstrap und den Highback Vorlagewinkel können werkzeugfrei eingestellt werden.
Mittlerweile gibt es einige ähnliche Bindungsmodelle von Konkurrenzfirmen. Flow hat sich jedoch einige Kernelemente, wie z. B. das Power-Triangle oder den Powerstrap patentieren lassen. Flow ist zurzeit auch die einzige Marke, die eine komplette Bindungslinie mit unterschiedlichen Modellen (Damen, Herren, Materialien, Freeride oder Freestyle) anbietet.
Vorteile
- Identischer Halt bei jedem Anschnallen, viel schneller als bei herkömmlichen Bindungen
- Für Anfänger unkomplizierterer Einstieg in die Bindung
- Durch die gleichmäßige Druckaufnahme des großflächigen Powerstraps wird ein punktueller Druck am Rist vermieden, was möglichen Druckstellen und kalten Füßen vorbeugt
- Das unter Spannung stehende Kabel des patentierten Power Triangle leitet die Kraft direkt beim Backside Turn verlustfreier auf die hintere Kante, als ein Flex Highback
- Durch den Powerstrap hat man beim Frontside Turn mehr Kontrolle, Kraft wird viel früher am Boot abgenommen
- Viele Modelle verfügen über sogenannte MINIRatchet Buckles, die ein feinjustieren des Straps auf der Piste ohne Probleme ermöglichen

Nachteile
- Bauartbedingt muss das Highback einen Vorlagewinkel von mindestens 5° haben
- Beim Transport benötigen Flow-Bindungen relativ viel Platz
- Im Gegensatz zur Ratschenbindung, die vor jeder Abfahrt auf den geplanten Fahrstil und die Piste durch variables anziehen der Straps automatisch individuell eingestellt wird, muss der Einstellvorgang an der Flowbindung bewusst vorgenommen werden. Durch die vier Schnallen des Powerstraps ist diese im Verhältnis aufwendiger zu zentrieren, was Zeit bei der Einstellung kostet